# 2013年青岛输油管道爆炸事故
青島石油管道爆炸指2013年11月22日於青岛發生的输油管线爆燃事故，中國国务院调查组认定为严重责任事故，已控制中石化系统7人，全案名為“山东省青岛市‘11·22’中石化东黄输油管道泄漏爆炸特别重大事故”。這发生在中国山东省青岛市黄岛区的一起中国石化公司输油管道泄露、起火及爆燃的事故，造成62人死亡，136人受伤，事故三天後，國務院授权國家安全監管總局等七個國家與省級部分成立事故調查組，至翌年1月10日公布調查報告與懲處與問責詳情。
中国石化公司在事發前兩年已對政府提出報告，指出當地都市化發展阻礙了該油管的修復工程，而研究中國現代化的專家也指出「更多的都市化在紙上是好事，但忽略了政府控管的缺乏和工程品質的低下」，此事件全中國各地應吸取相關教訓；中国石化公司的股價自事發至2013年11月底，減少了5%。

## 经过

### 输油管破裂
2013年11月22日凌晨2时40分，山东青岛黄岛区秦皇岛路与斋堂岛街交汇处，中石化管道储运公司潍坊分公司的东黄复线地下输油管道破裂，原油出现泄漏。3时左右，110接到报警。原油的输送于约凌晨3时15分被关闭。

### 地面情况
斋堂岛街约1000平方米路面被原油污染。在爆燃前，中石化人员未通告和疏散附近群众。3点左右，4辆中石化的车辆来到了斋堂岛路。5时，整条街已弥漫油的味道，环卫工人扫完地后的扫帚头被染黑。6时多，从斋堂岛街与秦皇岛路至与刘公岛路的交会口间近600米内拉起了警戒线，不过有人从警戒线里穿行。早晨7时半，下水口向外溢出黑色的石油状物体；多辆工程车辆、2辆消防车、一台小型挖掘机来到了秦皇岛路与斋堂岛街的交会口附近。

### 水面情况
部分泄露原油顺着雨水管线进入胶州湾，造成了大约3000平方米的海面过油。7时，青岛港务局和丽东化工厂的漏油事故报告海事部门称海面有油。相关人员组织清污工作。8时30分，青岛市环保局接到报告，并派人赶到入海口处理。此时，企业已在海面布设了两道围油栏，面积约数百平方米。10时多，污水管里产生明火并烧到了海面上。后来发生爆燃，工作人员撤离。

### 爆燃
上午10时30分许，在抢修过程中，在黄岛区海河路和斋堂岛街交汇处，正在被抢修的输油管线现场以及和它相距约700米的雨水涵道相继发生爆燃。初步分析是管线漏油进入市政管网，雨水經涵道油气混合，导致爆燃发生。
爆炸具有巨大的破坏力，造成路面大面积受损，不少樓房和汽車被波及。路面被掀起，碎石乱飞，砸向附近的人。许多房屋的玻璃被震碎，车辆被炸飞，有些车甚至被抛至两米的高空。灾难后道路面目全非，地面上产生了许多裂缝，最长的一条约有1.5千米。有网友发布的照片显示爆炸产生的浓烟已经穿透云层。爆炸現場周邊12個社區中部分小區一度停水停電。

## 救援与处理
消防部门接到报警的时间为10时25分，至12时40分完全扑灭明火。45辆消防车和200余消防员被派出，来自3家医院的44辆救护车和1195名医护人员也投入了救治工作。
海事部门也于23日派出了30余艘清污船和渔船开展海面清污，并派海事巡逻艇进行巡查，布设围泊栏约3000米，调用消油剂10吨，至23日中午已清理大部分油污。截止24日，胶州湾近海成片的油污仍清晰可见。据参与清污的专业人士预计，油污完全清除至少需花一个月的时间。
发生事故的黄岛区对民众进行疏散转移，转移居民共1.8万人。环保部门称青岛市区的空气质量未受到爆炸明显影响。
输油管漏油至爆燃之间的7小时内民众未被疏散，《新京报》文章对此表示了质疑。中国科学院化学研究所张建文教授认为，这7小时说明处理过程中重视力度不够可能是致使爆燃的原因之一。青岛市政府副秘书长郭继山在记者发布会上未有正面回答未疏散民众的问题，但他表示自己在爆燃后才知有漏油事件。担任国务院事故调查组组长的国家安监总局局长杨栋梁在调查进行前，也对未采取安全防范措施、不警戒、不疏散和通知群众的问题提出了疑问。

## 伤亡
12月3日，“11·22”中石化东黄输油管道泄漏爆炸事故处置现场指挥部公布了遇难者名单，死亡62人。62名遇难人员中，山东籍48人（青岛26人、山东其他市22人）、黑龙江籍7人、吉林籍3人、山西籍1人，江苏籍1人、河南籍1人、内蒙古籍1人。
遇难者名单
| 姓名   | 性别 | 籍贯                   |
| ------ | ---- | ---------------------- |
| 高赐勤 | 男   | 山东省青岛市           |
| 王金龙 | 男   | 山东省青岛市           |
| 丁万聚 | 男   | 山东省青岛市           |
| 高赐堂 | 男   | 山东省青岛市           |
| 吕松梅 | 女   | 山东省青岛市           |
| 韩清见 | 男   | 山东省青岛市           |
| 徐立先 | 男   | 山东省青岛市           |
| 马春花 | 女   | 山东省青岛市           |
| 薛云刚 | 男   | 山东省青岛市           |
| 任永伍 | 男   | 山东省青岛市           |
| 孙晓林 | 男   | 山东省青岛市           |
| 姜汉喜 | 男   | 山东省青岛市           |
| 管 磊  | 男   | 山东省青岛市           |
| 闫希斌 | 男   | 山东省青岛市           |
| 朴孟虎 | 男   | 山东省青岛市           |
| 李柄林 | 男   | 山东省青岛市           |
| 管洪论 | 男   | 山东省青岛市           |
| 陈 娜  | 女   | 山东省青岛市           |
| 王帅帅 | 男   | 山东省青岛市           |
| 赵国君 | 男   | 山东省青岛市           |
| 柴方敏 | 男   | 山东省青岛市           |
| 宋 林  | 男   | 山东省青岛市           |
| 魏长利 | 男   | 山东省青岛市           |
| 楚根立 | 男   | 山东省青岛市           |
| 庄钦才 | 男   | 山东省青岛市           |
| 生树林 | 男   | 山东省青岛市           |
| 张玉芩 | 女   | 山东省临沂市           |
| 战中顺 | 男   | 山东省枣庄市           |
| 刘德军 | 男   | 山东省枣庄市           |
| 王德臣 | 男   | 山东省临沂市           |
| 刘启港 | 男   | 山东省临沂市           |
| 钱风柱 | 男   | 山东省聊城市           |
| 曹春霞 | 女   | 山东省淄博市           |
| 马 龙  | 男   | 山东省枣庄市           |
| 王绪峰 | 男   | 山东省泰安市           |
| 袁中建 | 男   | 山东省临沂市           |
| 葛念玲 | 男   | 山东省济宁市           |
| 赵洪伟 | 男   | 山东省临沂市           |
| 邱延龙 | 男   | 山东省潍坊市           |
| 张鲁红 | 男   | 山东省潍坊市           |
| 周 伟  | 男   | 山东省潍坊市           |
| 李秋扬 | 男   | 山东省潍坊市           |
| 韩敬志 | 男   | 山东省临沂市           |
| 邵杰江 | 男   | 山东省滨州市           |
| 孙明伟 | 男   | 山东省临沂市           |
| 顾毓刚 | 男   | 山东省潍坊市           |
| 付守亭 | 男   | 山东省德州市           |
| 王 亚  | 男   | 山东省菏泽市           |
| 杜国强 | 男   | 黑龙江省齐齐哈尔市     |
| 梁 菊  | 女   | 黑龙江省齐齐哈尔市     |
| 秦忠杰 | 女   | 黑龙江省绥化市         |
| 周 利  | 男   | 黑龙江省大庆市         |
| 郑秀吉 | 男   | 黑龙江省牡丹江市       |
| 朱国庆 | 男   | 黑龙江省黑河市         |
| 金 光  | 男   | 黑龙江省鸡西市         |
| 祖庆林 | 男   | 吉林省吉林市           |
| 丛军宜 | 男   | 吉林省吉林市           |
| 高同升 | 男   | 吉林市延边朝鲜族自治州 |
| 王 鹏  | 男   | 山西省晋中市           |
| 徐中平 | 男   | 江苏省徐州市           |
| 尹明卫 | 男   | 河南省新乡市           |
| 李柏川 | 男   | 内蒙古自治区呼伦贝尔市 |

## 调查

### 安監項目曾为示範工程
2009年1月12日至13日，國家安全監管總局在黃島區組織召開了項目科技成果驗收會議，「青島黃島石化工業區重大危險源監控與應急救援指揮系統工程」是當時國內唯一通過國家安監總局組織專家驗收通過的石化工業園區的綜合應急平台項目。當時會議認為，該項目總體達到了國內領先水平。安全監管總局將該項目列為2008年度國家「十一五」科技支撐計劃重點項目「危化品監控與事故應急救援關鍵技術研究與示範工程」的示範工程。黃島石化區監控中心監控及指揮系統曾榮獲2013年度「神華杯」中國職業安全健康協會科技獎三等獎，也是全國唯一縣區級安監局獲獎單位。

### 初步原因
最早的消息称化工厂发生爆炸。随后这一说法被官方否认。事故初步原因分析是管线漏油进入市政管网的轻质原油闪爆导致，具体原因仍在调查。引发事故的管线爆裂长度达3.5公里。

### 管线隐患
一开始媒体多报道出事管道为黄潍线管道，后来中石化官方微博发布消息称，经核实，原油泄漏并爆燃管道是东黄复线管道。该管道1986年7月建成投产，已运营27年，自山东省东营市终到青岛市黄岛油库。2011年9月和2012年9月，中石化管道储运分公司曾两次发布了“东黄（复）线”隐患整治工程的环境信息公告，称“原本管线所处的郊区现在变为繁华城区，建筑物众多，人口密集，部分管道陆续被占压，导致管道无法抢维修，即使一些没有占压的建筑物也离管道较近，无法进行管道防腐层大修，存在一些安全隐患。”事故发生时环境评估依然在进行当中，整治工程未能动工。

### 国务院调查组
根据国务院《生产安全事故报告和调查处理条例》，由于此次事故已经达到30人或以上死亡的“特别重大事故”等级，因而由国务院或者国务院授权有关部门组织调查组进行调查。事故调查组全名“国务院山东省青岛市“11·22”中石化东黄输油管道泄漏爆炸特别重大事故调查组”，由安监总局、监察部、公安部、环保部、国资委、全国总工会、山东省政府及其部门有关负责人组成，并下设技术组、管理组、综合组，邀请最高人民检察院派员参加调查。

### 最終處理
2014年1月10日傍晚，央視、新華社等官方媒體公布國務院對中石化管道分公司運銷處處長裘冬平、安全環保監察處處長廖達偉、濰坊輸油處處長兼副書記靳春義，青島市黃島區委辦、經濟技術開發區工委管委辦公室副主任兼應急辦主任汪嘯，青島經濟技術開發區安監局副局長李寶三、石化區分局局長任獻文等15人移交司法機關處理。
其中，給予傅成玉行政記過處分，給予中石化股份公司副總裁、安全總監王永健行政記大過處分並免職。給予中共青島市委副書記、青島市市長張新起行政警告處分，另外，國務院並公布事故調查組事故調查處理報告全文。
晚上七點，中國石化通過稱，堅決服從國務院事故調查組對事故責任的認定，並接受對相關責任人員的處理決定。繼續全力配合當地政府做好事故善後工作。全面排查整改油氣管網等各類隱患。牢記血的教訓，舉一反三，堵塞管理漏洞，完善各項制度。再次向全國人民和青島人民深深致歉。

### 审判
2015年11月30日，青岛市黄岛区人民法院对青岛输油管道泄漏爆炸事故相关的4起刑事案件一审宣判，14名被告人被判处3至5年不等的刑罚。其中8人犯重大责任事故罪，分别被判处有期徒刑3至5年不等的刑罚，其中2名被告人被依法适用缓刑；当地政府相关职能部门的负责人员6人犯玩忽职守罪，分别被判处有期徒刑3年至3年6个月不等的刑罚，其中2名被告人被依法适用缓刑。宣判后，有10名被告人当庭表示不上诉，有4名被告人表示将考虑是否上诉。

## 反应

### 中央政府
中共中央和中央政府方面，中共中央总书记、中国国家主席习近平和中共中央政治局常委、国务院总理李克强均做出了最高指示，要求严格落实安全责任、防止类似事故再次发生。习近平还在山东考察期间来到青岛市，考察事故抢险工作，并指“这次事故再一次给我们敲响了警钟，安全生产必须警钟长鸣、常抓不懈，丝毫放松不得，否则就会给国家和人民带来不可挽回的损失。必须建立健全安全生产责任体系，强化企业主体责任，深化安全生产大检查，认真吸取教训，注重举一反三，全面加强安全生产工作”。

### 中国石化
事故发生后，中國石化董事長傅成玉公開道歉，称“感到萬分的悲痛”，“對逝者表示深切的哀悼，對他們的家屬表示深切的慰問，也向青島市人民表示歉意，向全國人民表示歉意”，并承诺将“不惜一切代價”抢险救灾，盡快查找事故原因。中国石化公司通过新浪微博表示将全力以赴，抢救伤员，挽救损失。并称将以负责任的态度调查事故责任，并及时通报进展。

### 本地媒体
此外，爆炸发生后，与其他多数中国大陆报章的头版带图大篇幅报道不同，23日的青岛媒体《半岛都市报》与《青岛早报》对事件淡化處理，在头版顶端以较小字标题报道中央领导对爆炸事件的指示。当地的青岛便民网对事件未作报道，青岛和山东电视台也低调处理了这一消息。24日《青岛早报》以《官兵做饭，百姓喊香》《住安置点，如家温暖》为标题对事故後官方的处置作出了报道，这种标题被一些大陆网民认为不合适，网易也制作了专题“青岛爆燃舆情：一出最悲的悲剧，里面充满了无耻的笑声”，谴责青岛媒体将“丧事办成喜事”、“铁定被钉上历史耻辱柱”，但后来该专题被删除。在青岛媒体遭到大量非议的同时，时评人毕殿龙认为“青岛媒体只是代受其过而已”。《半岛都市报》首席评论员杨祥玺在微博上称：“本地媒体人的痛苦、无奈、抗争、愤怒、委屈和悲哀，又与何人说？”“我们不是靶子，我们是手脚暂时被捆住的朋友”。

## 政治效應
财讯网將此中石化的重大安全事件，和中石油的腐败窝案及中海油的幕后交易，等事件總結為「中国‘石油帮’的存在已经严重地威胁到了中国经济的安全」，主張中央须采取措施瓦解既得利益集团。